# Data striping

Ví dụ của Data Striping. Các tệp A và B, gồm bốn khối, mỗi khối được trải rộng trên các đĩa D1 đến D3.

Trong lưu trữ dữ liệu máy tính, data striping là kỹ thuật phân đoạn dữ liệu có trật tự logic, chẳng hạn như một tệp, để các phân đoạn liên tiếp được lưu trữ trên các thiết bị lưu trữ vật lý khác nhau.
Striping hữu ích khi thiết bị xử lý yêu cầu dữ liệu nhanh hơn một thiết bị lưu trữ đơn lẻ có thể cung cấp. Bằng cách lan tỏa các phân đoạn trên nhiều thiết bị có thể truy cập đồng thời, tổng lưu lượng dữ liệu được tăng lên. Đây cũng là một phương pháp hữu ích để cân bằng tải I/O trên một dãy ổ đĩa. Striping được sử dụng trong các ổ đĩa trong hệ thống lưu trữ mảng đĩa độc lập dư thừa (RAID), các bộ điều khiển giao diện mạng, mảng đĩa, các máy tính khác nhau trong hệ thống tập tin phân cụm clustered file system và lưu trữ hướng lưới grid-oriented storage, cũng như RAM trong một số hệ thống.

## Vấn đề
Ban đầu người ta lưu các byte dữ liệu thành từng block 8-bit vào trong đĩa cứng. Các bit này được đặt sát nhau, và như vậy khi đọc và ghi nó sẽ được đọc/ghi một cách tuần tự (người ta gọi là tuần tự vật lý). Cách đọc/ghi này rất phổ biến trong các đĩa đơn như đĩa mềm, đĩa CD, đĩa DVD,...
Tuy nhiên, cách đọc/ghi này có đặc điểm là đọc/ghi rất chậm, bởi vì khi đọc hoặc ghi chỉ đọc được 1 bit tại một thời điểm, dó đó để đọc được 1 byte thì đầu đọc phải dịch chuyển qua 8 bit. Và như vậy thì không thể đọc/ghi nhanh lên được (bạn có thể kiểm chứng bằng việc xem tốc độ đọc 1 file của đĩa mềm với đĩa cứng)
Để khắc phục, người ta thiết kế đĩa cứng gồm 4 đĩa từ (mỗi đĩa có thể đọc/ghi trên 2 mặt) cùng với các đầu đọc nằm giữa các đĩa từ đó. Khi đó, tại mỗi thời điểm, đầu đọc có thể đọc được 8 bit (nằm trên 8 mặt đĩa từ khác nhau), và do đó tốc độ đọc sẽ được cải thiện.

## Giải pháp
Data striping bao gồm việc phân chia các bit của mỗi byte trên nhiều đĩa từ theo thứ tự, tức là bit thứ nhất của 1 byte sẽ được đặt vào mặt đĩa từ thứ nhất, tương tự như thế...
Thực tế, việc đọc/ghi các bit trong cùng một byte là song song nhau, tuy nhiên theo máy tính chúng ta vẫn hiểu là có tuần tự (bit thứ nhất nằm trước bit thứ hai trong 1 byte), chính vì vậy chúng được gọi là tuần tự luận lý. Và data striping thực chất là một kỹ thuật chuyển đổi dòng dữ liệu từ dạng tuần tự sang dạng song song và ngược lại để đọc/ghi nhanh hơn trên ổ đĩa cứng.
Trên thực tế, số lượng các đĩa từ là nhiều hơn nhưng phương pháp này nhìn chung là không đổi